# Movimiento Socialista por la Integración
El Movimiento Socialista por la Integración (albanés: Lëvizja Socialiste për Integrim, LSI) es un partido político albanés de ideología socialdemócrata. Fue fundado el 6 de septiembre de 2004 cuando Ilir Meta, antiguo primer ministro de Albania, se separó del Partido Socialista de Albania (PS).
A través del uso del término "movimiento", LSI intenta dar el mensaje de que está más abierto que un "partido", aunque se ha señalado que eligieron este nombre simplemente para diferenciarse de las otras formaciones políticas. En 2005 implementó el sistema "Un militante, un voto" para elegir a su líder Ilir Meta.

## Resultados Electorales

### Parlamento de Albania
| Elección | Votos   | %     | Resultados |
| -------- | ------- | ----- | ---------- |
| 2005     | 112 449 | 8.24  | 5/140      |
| 2009     | 73 678  | 4.85  | 4/140      |
| 2013     | 180 470 | 10.46 | 16/140     |
| 2017     | 225 901 | 14.28 | 19/140     |
| 2021     | 107 521 | 6.81  | 4/140      |

En las elecciones de 2005 obtuvo cinco escaños con el 8.4% de votos. Su apoyo se basó en la población joven. En las elecciones de 2009 obtuvo cuatro escaños con el 4.8% de votos. Fue uno de los partidos que dieron lugar a la formación de gobierno. En junio de 2009 se alió con el centroderechista Partido Democrático de Albania (PD) para formar la coalición de gobierno.